# ستيفن جي. ديفيز
ستيفن جي. ديفيز (بالإنجليزية: Stephen G. Davies)‏ هو كيميائي بريطاني، ولد في 24 فبراير 1950.